# Bela Vista do Toldo
Bela Vista do Toldo es un municipio brasileño del estado de Santa Catarina. Tiene una población estimada al 2022 de 5 872 habitantes. Pertenece a la Región metropolitana del Norte-Nordeste Catarinense.

## Toponimia
Fue llamado Bela Vista do Toldo, del portugués Hermosa Vista de Toldo, por la cantidad de Toldos indígenas (viviendas) en la localidad.

## Historia
Habitada por indígenas antes de la colonización, estos fueron desplazados a Tocantins en 1886 por Augusto Kuchler, colono alemán. La localidad era usada por ruta comercial por agricultores antes de la Guerra del Contestado.
El 12 de enero de 1957 se creó el distrito de Bela Vista do Toldo subordinado a Canoinhas. Se emancipó el 16 de abril de 1994.